# Alpi del Monte Leone e del San Gottardo

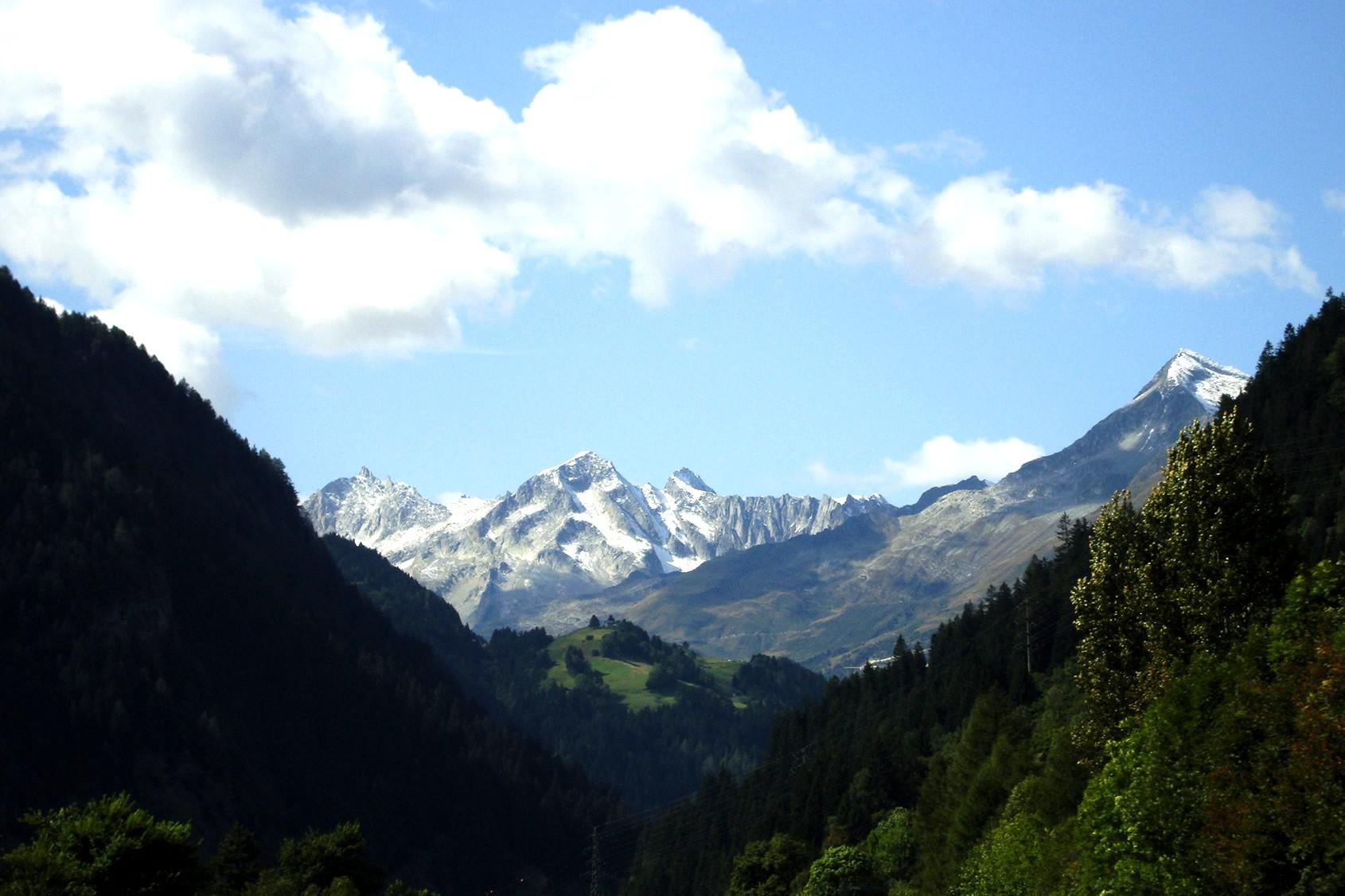
Witenwasserenstock

Alpi del Monte Leone e del San Gottardo, Alpi Lepontine Nord-occidentali, Monte Leone-Sankt Gotthard-Alpen (kod SOIUSA I/B-10.I) – wg klasyfikacji SOIUSA część ("podsekcja", STS, wł. sottosezione) Alp Lepontyńskich (I/B-10), fragmentu Alp Zachodnich. Leży na pograniczu Włoch (region Piemont) i Szwajcarii (kantony: Valais, Ticino, Uri i Gryzonia). 
Grupa graniczy z: Alpami Berneńskimi na północy, Alpami Adula na wschodzie, Alpami Ticino i Verbano na południu oraz z Alpami Mischabel i Weissmies (część Alp Pennińskich) na południowym zachodzie. Klasyfikacja SOIUSA dzieli STS I/B-10.I na dwie części (SPG, wł. supergruppi): Monte Leone-Blinnenhorn-Kette (I/B-10.I-A) oraz Masyw Świętego Gotarda (I/B-10.I-B).
Najwyższe szczyty:
- Monte Leone - 3552 m,
- Blinnenhorn - 3374 m,
- Helsenhorn - 3274 m,
- Punta di Terrarossa - 3246 m,
- Punta d’Arbola - 3235 m,
- Monte Cervandone - 3210 m,
- Punta del Rebbio - 3195 m,
- Pizzo Rotondo - 3192 m,
- Punta di Mottiscia - 3181 m,
- Punta Marani - 3108 m,
- Witenwasserenstock - 3084 m,
- Chüebodenhorn - 3070 m,
- Piz Blas - 3023 m,
- Pizzo Centrale - 3003 m,
- Punta Gallina - 2999 m,
- Pizzo Lucendro - 2964 m,
- Pizzo Diei - 2906 m,
- Monte Cistella - 2880 m,
- Monte Cazzola - 2330 m.